# Olbramov
Olbramov (deutsch Wolfersdorf) ist eine Gemeinde mit 78 Einwohnern (Stand: 1. Januar 2023)  in Tschechien. Sie liegt 10 km südöstlich von Planá in einer Höhe von 566 m ü. M.

## Geschichte
Die erste Erwähnung von Wolfersdorf stammt aus dem Jahre 1237. Im 14. Jahrhundert wurden die Ritter von Wolfstein Besitzer des Dorfes. Nach deren Aussterben war der Ort zur Aufhebung der Patrimonialherrschaften zwischen den Schwanbergern auf Weseritz und der Herrschaft Trpist-Triebl geteilt. Die Pfarrkirche befand sich in Gosolup und ab 1890 in Tschernoschin. 1930 lebten in dem Ort 244 Menschen, 1939 waren es 247. Vom 30. April 1976 bis 24. November 1990 war Olbramov nach Černošín eingemeindet.
Das Dorf ist eine unregelmäßige Ansiedlung, deren Zentrum der Dorfplatz mit dem Teich bildet. Dort befindet sich unter vier Kastanienbäumen eine 1752 geschaffene Gruppe von Heiligenstatuen. Die Kapelle des Hl. Johannes Nepomuk an der Einfriedung zum vormaligen Herrenhaus ist zwischen 1990 und 1992 restauriert worden.

## Gemeindegliederung
Die Gemeinde Olbramov besteht aus den Ortsteilen Kořen (Kurschin), Olbramov und Zádub (Saduba), die zugleich auch Katastralbezirke bilden.

## Persönlichkeiten
- Johann Baumgartl (1883–1951), sudetendeutscher Politiker

## Sehenswürdigkeiten
- Jüdischer Friedhof (Kořen)